# Pepijntoren

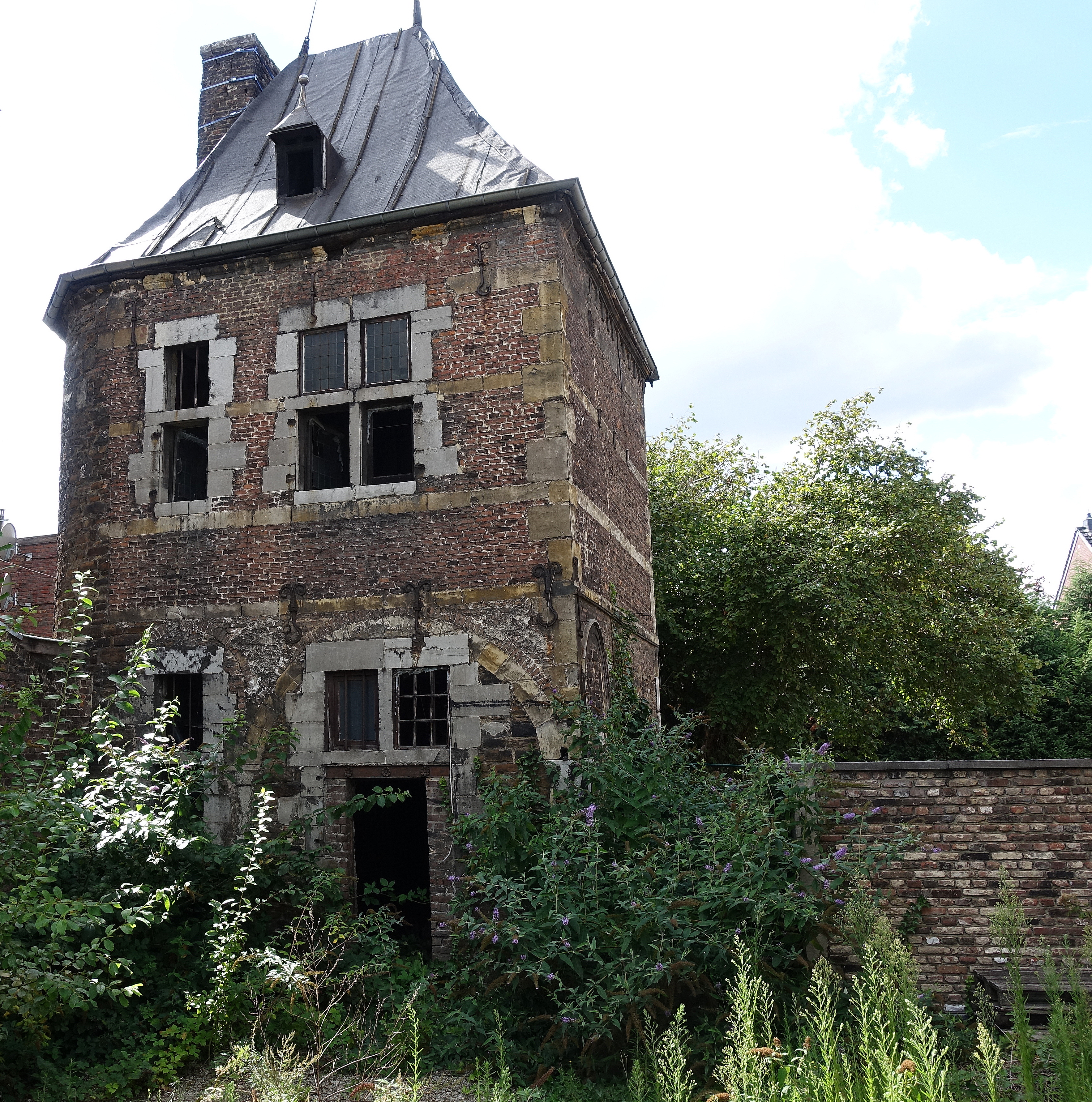
Tour de Pepin in Herstal

De Pepijntoren (Tour Pépin) is een huis te Herstal, gelegen aan Place Licourt 13.
Hoewel wordt beweerd dat de Pepijntoren het laatste overblijfsel van de palts van Pepijn van Herstal en Karel de Grote zou kunnen zijn, is het feitelijk het restant van een herenhuis dat in de 16e eeuw voor de familie Hanxeller werd gebouwd in renaissancestijl. Sindsdien werden er, tot in de 19e eeuw, voortdurend veranderingen aan het huis aangebracht.